# Área metropolitana de Reno–Sparks
El Área Metropolitana de Reno–Sparks, es un Área Estadística Metropolitana (MSA) centrada en la ciudad Reno, estado de Nevada, en Estados Unidos. Denominada como tal por la Oficina del Censo de los Estados Unidos, su población según el censo de 2010 es de 425.417 de habitantes.

## Composición

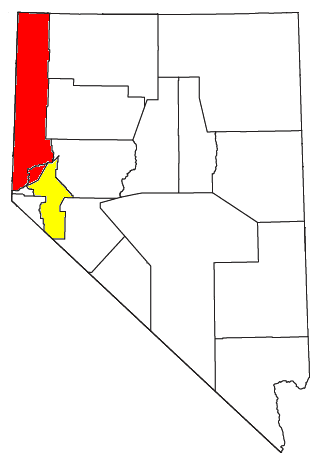
Mapa de Utah con el Área Estadística Metropolitana Combinada de Reno-Sparks-Fernley CSA,, compuesta por:
Área Estadística Metropolitana de Reno-Sparks (MSA)
Área Estadística Micropolitana de Fernley (MSA)

El área metropolitana está compuesta por los condados de:
- Storey
- Washoe

## Poblaciones del área metropolitana

### Ciudades principales
- Reno
- Sparks

### Otras ciudes y pueblos del área
- Cold Springs
- Gerlach-Empire
- Incline Village-Crystal Bay
- Lemmon Valley-Golden Valley
- Nixon
- Spanish Springs
- Sun Valley
- Sutcliffe
- Verdi-Mogul
- Wadsworth

### Áreas no incorporadas
- Gold Hill
- New Washoe City
- Pleasant Valley
- Virginia City